# Albert Brooks
Albert Brooks (* 22. července 1947 Beverly Hills, Kalifornie), vlastním jménem Albert Lawrence Einstein, je americký herec, filmový režisér a scenárista.

## Život
Albert Lawrence Einstein se narodil v Los Angeles herečce Thelmě Leedsové, rozené Goodmanové, a rozhlasovému moderátorovi Harrymu Einsteinovi. Jeho starším bratrem byl herec a komik Bob Einstein. Jeho prarodiče se přistěhovali z Rakouska a Ruska. Je Žid a vyrůstal v prostředí ovlivněném šoubyznysem. Brooks navštěvoval střední školu v Beverly Hills spolu se svými vrstevníky Richardem Dreyfussem a Robem Reinerem. Studoval na Univerzitě Carnegieho–Mellonových v Pittsburghu, ale po roce studia přerušil. Ve filmu Taxikář (1976), kde hrál po boku Roberta De Nira, Jodie Fosterové a Harveyho Keitela, si zahrál vedlejší roli.
Brooks byl v roce 1988 nominován na Oscara za roli ve filmu News Fever; získal cenu American Comedy Award a cenu Bostonské společnosti filmových kritiků. Film Rendezvous in the Afterlife (1991), za který byl v roce 1992 nominován na cenu Saturn, režíroval, hrál v něm a napsal k němu scénář. V kriminálním filmu Zakázané ovoce (1998) hrál milionáře Richarda Ripleyho, kterého se chystá okrást Jack Foley v podání George Clooneyho. V komedii Dokud nás smrt nerozdělí (2003) si zahrál jednu z hlavních rolí po boku Michaela Douglase.
Jako scenárista získal cenu Národní společnosti filmových kritiků za filmy Ztraceni v Americe (1985) a Matka (1996).
Brooks je od roku 1997 ženatý s Kimberly Shlainovou a má dvě děti.

## Filmografie

### Film
| Rok  | Titul                                        | Role               | Poznámky                                                |
| ---- | -------------------------------------------- | ------------------ | ------------------------------------------------------- |
| 1976 | Taxi Driver                                  | Tom                |                                                         |
| 1979 | Real Life                                    | Albert Brooks      | Také scenárista a režisér                               |
| 1980 | Private Benjamin                             | Yale Goodman       |                                                         |
| 1981 | Modern Romance                               | Robert Cole        | Také scenárista a režisér                               |
| 1983 | Twilight Zone: The Movie                     | Řidič automobilu   |                                                         |
| 1983 | Cena za něžnost                              | Rudyard            |                                                         |
| 1984 | Unfaithfully Yours                           | Norman Robbins     |                                                         |
| 1985 | Lost in America                              | David Howard       | Také scenárista a režisér                               |
| 1987 | Broadcast News                               | Aaron Altman       | Nominace na Oscara za nejlepšího herce ve vedlejší roli |
| 1991 | Defending Your Life                          | Daniel Miller      | Také scenárista a režisér                               |
| 1994 | I'll Do Anything                             | Burke Adler        |                                                         |
| 1994 | The Scout                                    | Al Percolo         | Také scenárista                                         |
| 1996 | Mother                                       | John Henderson     | Také scenárista a režisér                               |
| 1997 | Critical Care                                | Dr. Butz           |                                                         |
| 1998 | Dr. Dolittle                                 | Tygr               | Hlas                                                    |
| 1998 | Out of Sight                                 | Richard Ripley     |                                                         |
| 1999 | The Muse                                     | Steven Phillips    | Také scenárista a režisér                               |
| 2001 | My First Mister                              | Randall 'R' Harris |                                                         |
| 2003 | Finding Nemo                                 | Marlin             | Hlas                                                    |
| 2003 | Exploring the Reef with Jean-Michel Cousteau | Marlin             | Krátký film, hlas                                       |
| 2003 | The In-Laws                                  | Jerry Peyser       |                                                         |
| 2005 | Looking for Comedy in the Muslim World       | Sám sebe           | Také scenárista a režisér                               |
| 2007 | Simpsonovi ve filmu                          | Russ Cargill       | Hlas                                                    |
| 2011 | Drive                                        | Bernie Rose        |                                                         |
| 2012 | This Is 40                                   | Larry              |                                                         |
| 2014 | A Most Violent Year                          | Andrew Walsh       |                                                         |
| 2015 | Malý princ                                   | Podnikatel         | Hlas                                                    |
| 2015 | Concussion                                   | Dr. Cyril Wecht    |                                                         |
| 2016 | Finding Dory                                 | Marlin             | Hlas                                                    |
| 2016 | The Secret Life of Pets                      | Tiberius           | Hlas                                                    |
| 2017 | I Love You, Daddy                            | Dick Welker        | Hlas                                                    |

### Televize
| Rok             | Titul                      | Role                                                                                               | Poznámky                           |
| --------------- | -------------------------- | -------------------------------------------------------------------------------------------------- | ---------------------------------- |
| 1969            | Hot Wheels                 | Mickey Barnes / Kip Chogi                                                                          | Hlas                               |
| 1970            | The Odd Couple             | Rudy                                                                                               | 2 díly                             |
| 1971            | Love, American Style       | Christopher Leacock                                                                                | Díl 2×16: Love and Operation Model |
| 1972            | The New Dick Van Dyke Show | Dr. Norman                                                                                         | Díl 2×2: The Needle                |
| 1975–1976       | Saturday Night Live        | Reportér / Bob / Heart Surgeon                                                                     | 4 díly                             |
| 1990–současnost | Simpsonovi                 | Hank Scorpio / Jacques / hudební manažer / Dr. Raufbold / Tab Spangler / Brad Goodman / Kovboj Bob | Hlas; 8 dílů                       |
| 2008            | Weeds                      | Lenny Botwin                                                                                       | 4 díly                             |
| 2021            | Curb Your Enthusiasm       | | Díl: The Five-Foot Fence           |